# Aspidifrontia senegalensis
Aspidifrontia senegalensis là một loài bướm đêm trong họ Noctuidae.